# Casalnoceto
Casalnoceto (piemontesisch Casà) ist eine Gemeinde in der italienischen Provinz Alessandria (AL), Region Piemont.

## Lage und Einwohner
Die Gemeinde Casalnoceto liegt 32 km östlich von der Provinzhauptstadt Alessandria auf einer Höhe von 159 m über dem Meeresspiegel am Corone. Das Gemeindegebiet umfasst eine Fläche von 12,97 km² und hat 972 Einwohner (Stand 31. Dezember 2023). Ihr östliche Gemeindegebiet grenzt an die Region Lombardei.
Die Nachbargemeinden sind Castellar Guidobono, Godiasco, Pontecurone, Rivanazzano Terme, Viguzzolo, Volpedo und Volpeglino.

## Geschichte

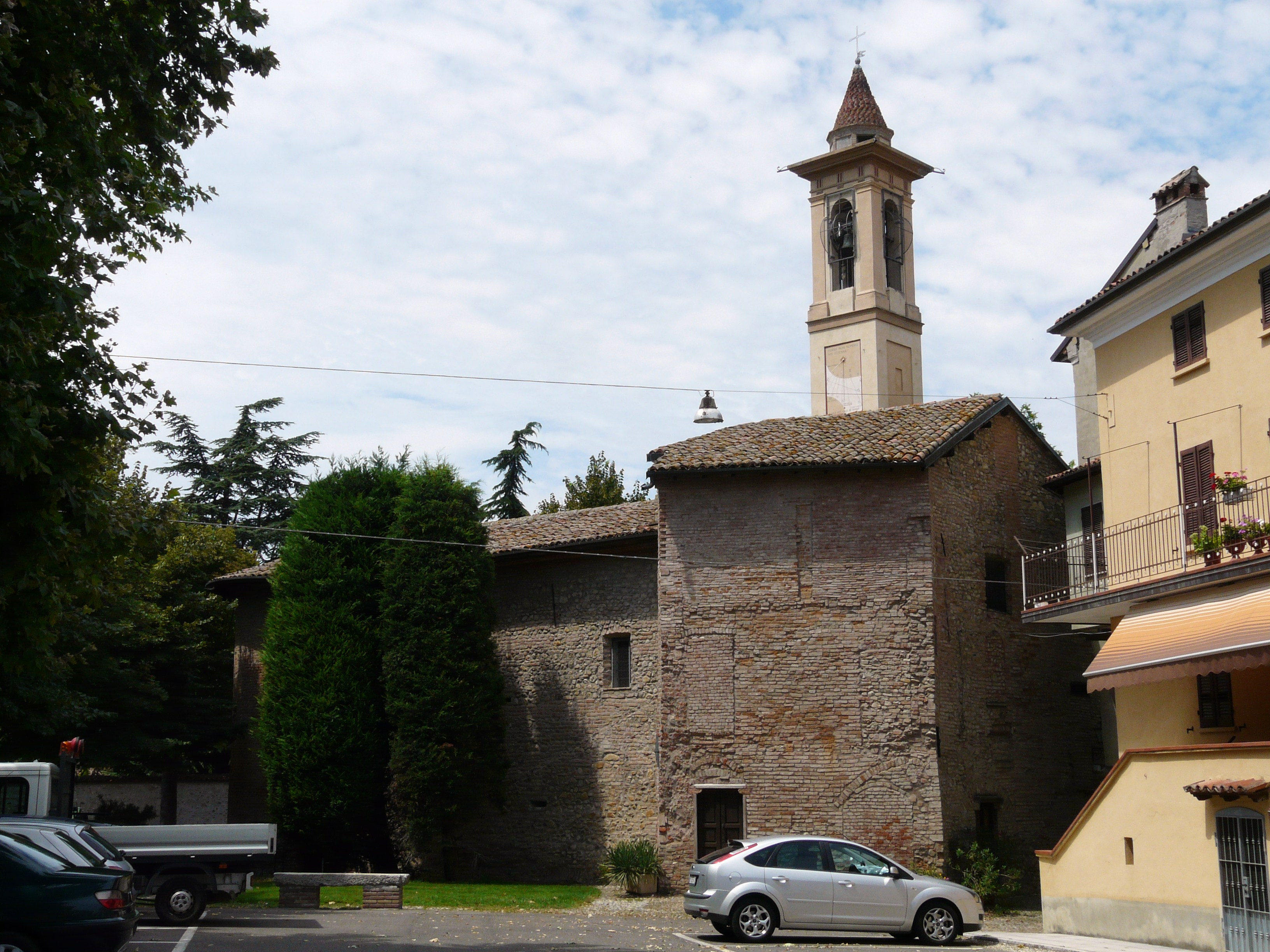
Der Glockenturm von Casalnoceto

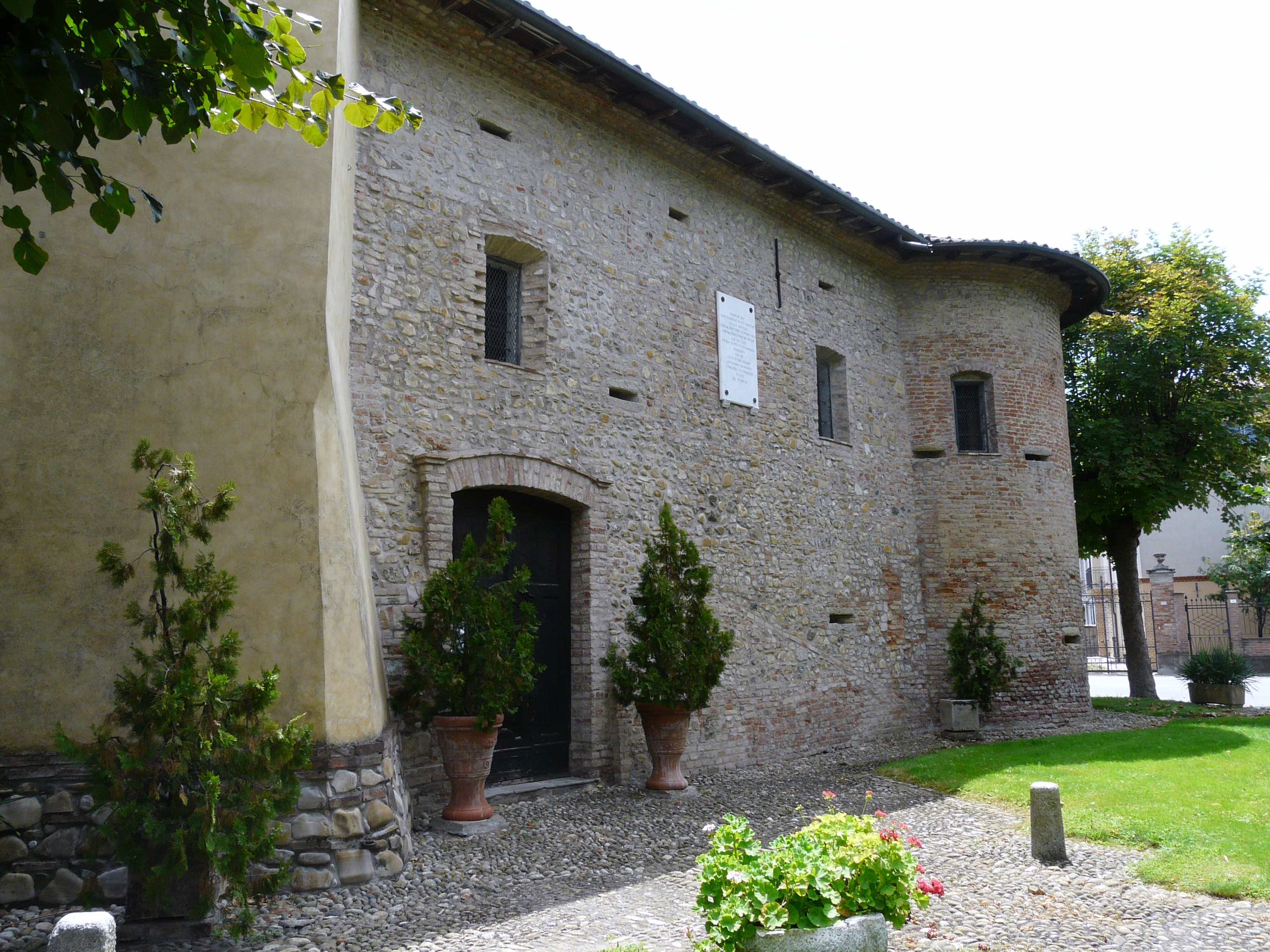
Das Oratorium von San Rocco

Sein Name ist seit 967 als  Noxeto bezeugt und seit 1142 durch die zusammengesetzten Formen Villam Noxeti und Caxale de Noxeta, von denen sich der heutige Ortsname ableitet. Der Name bezieht sich auf das „noceto“, abgeleitet vom lateinischen Nocetum „mit Nüssen bepflanzter Ort, an dem Walnüsse in Hülle und Fülle wachsen“. Es ist römischen Ursprungs und gehörte etwa im 10. Jahrhundert Ludwig II. und Kaiser Otto I., wie aus einigen damaligen Diplomen hervorgeht.
Unter die Gerichtsbarkeit von Tortona gelangt, beteiligte er sich damit an den Kämpfen gegen Friedrich Barbarossa. In der Folgezeit war seine Geschichte durch die Übergänge zu den verschiedenen Herren der Zeit geprägt. Im Jahr 1373 wurde es von den Söldnertruppen von Giovanni Acuto dem Erdboden gleichgemacht und blieb bis 1415 im Besitz der Visconti, bis es von seinem Herrn Filippo Maria wieder Tortona zugeteilt wurde. Später wurde es als Lehen an die Familie Spinola unter der Herrschaft der Sforza verkauft.
1814 kam es an das Haus Savoyen.

## Sehenswürdigkeiten
- Das Oratorium von San Rocco, das heute nicht mehr für Gottesdienste genutzt wird und aus einem alten Turm aus dem 14. Jahrhundert besteht, der Rest der Verteidigungsmauer, in dem ein Pavillongewölbe zu sehen ist, das mit Fresken des genuesischen Malers Lazzaro Tavarone bemalt und durch kürzliche Renovierungsarbeiten ans Licht gebracht wurde.
- Die Kirche Santa Maria aus dem Jahr 1630, die jedoch bereits 1235 als Teil des Franziskanerklosters erbaut wurde.
- Eine Krypta mit zwölf Sarkophagen der Familie Spinola.
- Die barocke Kapelle der Addolorata aus dem Jahr 1710.
- Die Pfarrkirche San Giovanni Battista (16. Jahrhundert).
- Das Museo La Memoria del Passato di Casalnoceto (Museum der Erinnerung an die Vergangenheit von Casalnoceto), kleines Museum mit historischen Gegenständen und Kleidungsstücken in acht Räumen.[3]

## Wirtschaft
Im Mai 2021 wurde in Casalnoceto die erste Pilotanlage einer Insektenfarm (Bugsfarm) von Italien in Betrieb genommen. In dieser Anlage wird die Soldatenfliege gezüchtet. Aus dieser Fliege können Proteinmehl und Öl gewonnen werden, die als Nahrungsbestandteil für Tierfutter verwendet werden und als Ersatz für Fischmehl gedacht ist, das noch tonnenweise importiert werden muss. Erste Versuche starten 2016.